# Karolingerzeit
Als Karolingerzeit bezeichnet die frühgeschichtliche Archäologie eine archäologische Periode Mitteleuropas, die einen Zeitraum von 751 n. Chr. bis 919 n. Chr. umfasst. Der Karolingerzeit geht die Merowingerzeit voraus.
Das Jahr 751, in dem Pippin der Jüngere mit Hilfe des Papstes sich zum König wählen ließ und  die Merowinger endgültig vom Königtum verdrängte, wird in der Archäologie traditionell als Beginn der Karolingerzeit angesehen. Heinrich I. wurde im Jahr 919 zum König des Ostfrankenreichs gekrönt: Das Ereignis markiert den Beginn der Herrschaft der Ottonen sowie das Ende der Königsherrschaft der Karolinger.
Die karolingerzeitliche Sachkultur erschließt sich im Vergleich zu älteren Perioden weniger gut durch archäologische Quellen. Viele neuzeitliche Orte gehen auf karolingerzeitliche Wurzeln zurück, so dass deren Siedlungsursprünge archäologisch nicht mehr zu erfassen sind. Zum anderen enthalten Grabfunde kaum noch archäologisches Material, da die althergebrachte germanische Beigabensitte der Ausstattung der Verstorbenen für das Jenseits auf den Kirchfriedhöfen nur noch selten ausgeübt wurde. Ausnahmen bilden nur einige wenige Elitegräber in Kirchenräumen mit etwas Ausstattung nach alter Sitte. Auch an den Rändern der karolingerzeitlichen Herrschaftsgebiete gab es noch wenige archäologisch eher unbedeutende Reihengräberfelder mit althergebrachter Beigabensitte, zu denen auch noch Hügelgräber gehörten.
Archäologisches Material liefern in der Karolingerzeit nur noch Elitegräber außerhalb der karolingischen Einflusssphäre, aus solchen Gräbern stammen herausragende archäologische Funde karolingischer Herkunft, so Schmuck und Bewaffnung. Einzelfunde und Depotfunde mit karolingerzeitlichen Material wurden eher wenig aus den karolingischen Herrschaftsgebieten und an deren Rändern entdeckt, so einige unbedeutende Funde im anglo-karolingischen Tierstil und karolingerzeitliche Ulfberth-Schwerter.